# Vordere Platteinspitze
De Vordere Platteinspitze is een 2562 meter hoge bergtop in de Lechtaler Alpen in de Oostenrijkse deelstaat Tirol.
De bergtop maakt deel uit van de Muttekopf- en Parzinngroep, een subgroep van de Lechtaler Alpen. De berg ligt ten noordwesten van Tarrenz, en ten noorden van Imst. Op de zuidoostelijke flank liggen de weidegebieden Platteinwiesen. Een kilometer ten noordwesten van de Vordere Platteinspitze ligt de Hintere Platteinspitze (2723 meter).,
Beklimming van de berg bestaat voor een groot deel uit een makkelijke wandelroute. Alleen het laatste gedeelte loopt over steil en rotsig gebied, waarbij er staalkabels bevestigd zijn voor de veiligheid. De tocht loopt vanaf de Untermarkter Alm, waar het middelste bergstation van de kabelbaan Imst zich bevindt, en via de Latschenhütte (1623 meter). Ongeveer na anderhalf uur wordt het Platteiner Aussichtskreuz bereikt op circa 2000 meter hoogte, vanwaar men vier dalen en meer dan honderd bergtoppen zou kunnen zien. Vanaf daar loopt de route verder over de Platteinwiesen naar de top. De gehele tocht neemt ongeveer tweeënhalf uur in beslag.